# Abou Yasser Hassan
Abu Yasir Hassan, né entre 1981 et 1983 en Tanzanie, également désigné sous les noms de Yaseer Hassan ou Abu Qasim, est un ressortissant tanzanien occupant une position dirigeante au sein de la branche mozambicaine de l’État islamique. En août 2020, ce groupe insurgé parvint à établir un proto-État dans la province de Cabo Delgado, s’emparant notamment de la ville stratégique de Mocímboa da Praia ainsi que de plusieurs localités avoisinantes,.    

## Biographie
Abu Yasir Hassan nait en Tanzanie, entre les années 1981 et 1983. Vers le mois d’octobre 2017, il accéda à la chefferie d’al-Shabaab, une secte extrémiste de nature islamique ainsi qu’un groupe insurgé actif au Mozambique. Aux alentours de 2018 ou 2019, ses troupes se rallièrent à l’État islamique. 
En mars-avril 2021, Abu Yasir Hassan fut l’un des commandants de l’offensive rebelle qui conduisit à l’assaut de la ville de Palma. 

## Désignation comme «terroriste mondial spécialement désigné»
En mars 2021, il fut inscrit sur la liste des « terroristes mondiaux spécialement désignés » par les autorités américaines, en raison de son implication avérée dans l'insurrection ainsi que de ses liens établis avec l'organisation État islamique (EI). Par ailleurs, Seka Musa Baluku, reconnu comme chef de l'EI en République démocratique du Congo, fut également inscrit sur la liste des individus recherchés par le département d'État des États-Unis, en considération des actes perpétrés par le groupe dans le cadre du conflit au Kivu et de l'insurrection des Forces démocratiques alliées,.